# Богиня-Мать (шумеро-аккадская мифология)
Боги́ня-Мать или Великая богиня — древнейшее женское божество шумеро-аккадской мифологии. Выступала под разными нарицательными именами: Нинхурсаг, Нинмах, Дамгальнуна и др. Одна из основных фигур космогонических мифов, создательница людей и животных. Культ Богини-Матери — древнейший на Ближнем Востоке; его истоки фиксируются ещё в доисторическую эпоху.

## Происхождение

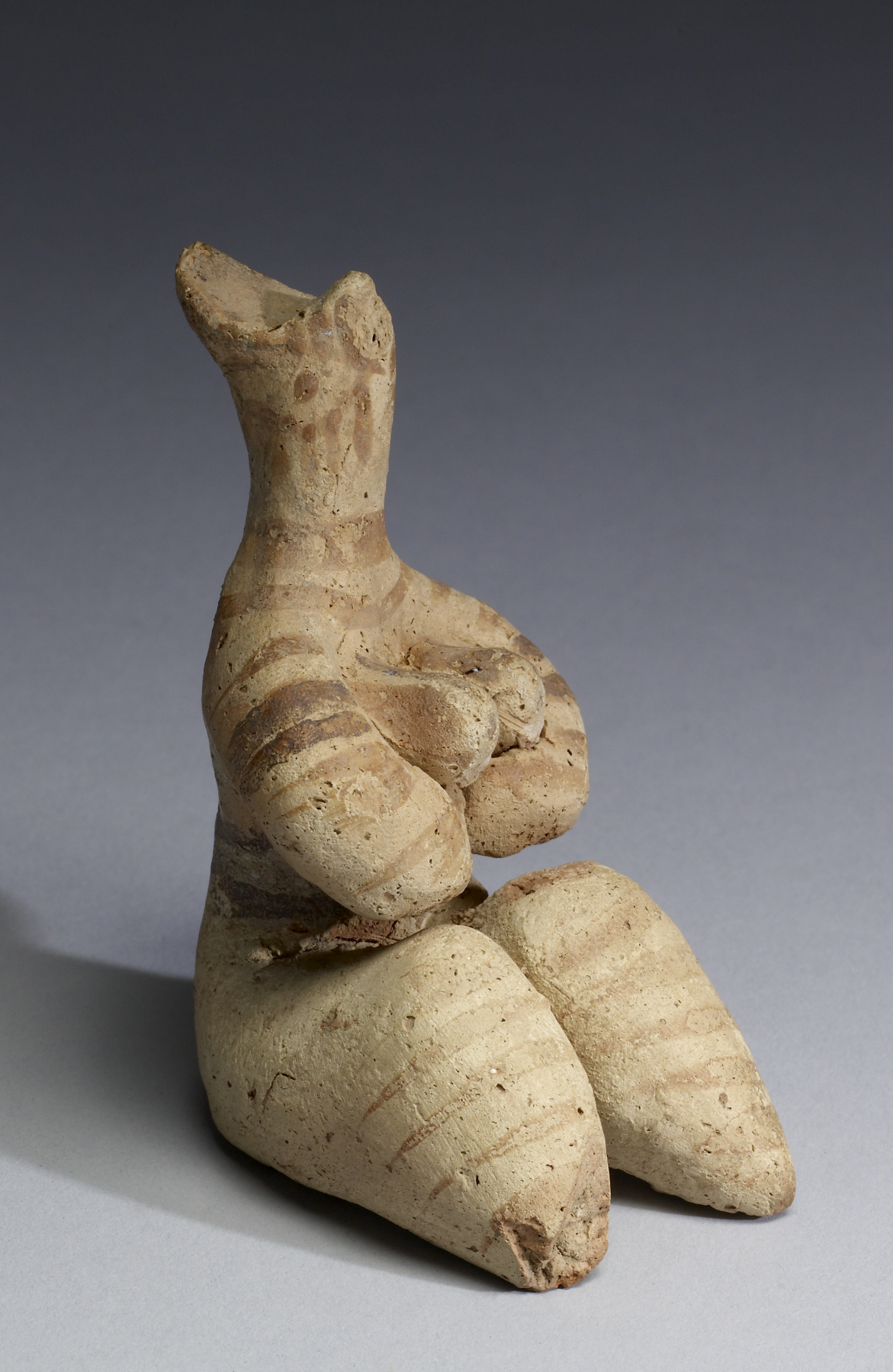
Женская терракотовая статуэтка. Халафская культура. Неолит. 5-е тысячелетие до н. э.

Древнейшие археологические фиксируемые свидетельства религиозных действий связаны с почитанием женского божества. Начиная с каменного века это выражалось в находках своеобразных статуэток, большинство из которых подчеркивает физиологические показатели женской плодовитости: широкие бёдра, округлый живот, опущенные груди. С завершением каменного века (в посленеолитическое время) обнажённые женские статуэтки на Ближнем Востоке больше символизировали сексуальность, чем собственно беременность, деторождение. С появлением первых цивилизаций (урбанистическая революция) роль универсального культа Богини-Матери снизилась, что было следствием изменения в социальной структуре, в свою очередь выдвигавших на первый план патриархальный пантеон. Тем не менее, на уровне «народной религии» признаки почитания Богини-Матери сохранялись во многих локальных традициях. Конкретно в Месопотамии многочисленные обнаженные женские статуэтки с отчётливо выраженным признаком пола открыты практически во всех археологических слоях, что свидетельствует о продолжавшемся поклонении богине.

## Общие сведения
Древнейшие письменные источники из Месопотамии созданы на шумерском языке, однако на фоне многочисленных шумерских мужских божеств вероятно не существовало единого имени главного женского божества. Вместо этого имеется ряд нарицательных имён, древнейшими из которых были: Нинхурсаг (шум. «Владычица лесистой горы»), Нинмах (шум. «Великая госпожа») и Дамгальнуна (шум. «Великая супруга князя»). Их культовые центры находились в Телль-эль-Убейде, Адабе и Кеше. Имена части шумерских мужских божеств имело женскую основу «Нин-» (шум. «Госпожа»): Нинурта, Нингирсу, Нингишзида и др., на основании чего делалось предположение о том, что это были изначально женские божества. Однако более вероятно, что эта основа наоборот подчёркивала их маскулинную сущность как богов-воителей (sic!). Существует гипотеза о том, что изначальное земледельческое население Шумера почитало женское божество — собственное в каждой общине, которое со временем было заменено мужским — либо путём мифической женитьбы, либо подавления культа. Отражением последнего могут быть космогонические мифы, где Богиня-Мать упоминается на третьем или четвёртом месте после Ана, Энлиля (и Энки) и никогда не упоминается первой. В крупнейшем списке богов An=dAnum идентичность разных Богинь-Матерей (Нинхурсаг, Нинмах, Нинту, Нинменна, Аруру, Дингирмах, Мамма, Белет-или) уже почти полностью размыта, а к периоду Исина и Ларса она практические исчезает из списков. В мифологических текстах Богиня-Мать участвует в сотворении человечества («Энки и Нинмах», «Сказание об Атрахасисе» (см. Мифы о потопе), Эпос о Гильгамеше). Есть также многочисленные, хотя зачастую и непрямые упоминания в других мифах и религиозных текстах, которые подчёркивают её важную роль как хранительницы жизни животных и людей. В старовавилонский период многие, прежде независимые Богини-Матери стали супругами богов и взяли на себя скорее посредническую функцию. Этим богиням приписывались такие «типично женские» качества, как сострадание, прощение и смирение; в первом тысячелетии до н. э., вероятно под хурритским влиянием даже Иштар, самая независимая из месопотамских богинь, упоминается как милосердная богиня-мать.

## Ипостаси

### Нинхурсаг
Нинхурсаг, Нинхурсанга — шумерская богиня, одно из нарицательных имён Богини-Матери. Её имя переводят как «Госпожа горы хурсаг», «Госпожа горы», «Владычица лесистой горы» и т. д. В мифе Lugal.e объясняется что это именование она получила от своего сына Нинурты, после того как он победил врагов и воздвиг горы хурсаг (этим словом обозначалась каменистая пустынная земля). Первое упоминание — в списке богов из Телль-Фара. Среди эпитетов Нинхурсаг — «матерь богов» и «мать всех детей». Ей были посвящены храмы в Кеше, Лагаше и Телль-эль-Убейде. Храм Нинхурсаг в Кеше фигурирует в одном старошумерских гимнов; он был важнейшим культовым центром богини с раннединастического по старовавилонский период, после чего уступил свою роль святилищу в соседнем Адабе. Многие правители Месопотамии от времени ранних династий до Навуходоносора I именовали себя «возлюбленными Нинхурсаг» и заявляли о строительстве храмов и святилищ в её честь. Лагашские энси Эаннатум, Энтемена и Уруинимгина в своих надписях указывали, что они были вскормлены молоком богини Нинхурсаг. В литературных текстах Нинхурсаг — супруга бога-творца Энки, участвующая в создании мира («Энки и Нинхурсаг»). Помимо Энки, она связана и с другими мужскими божествами; как мать Нинурты она — супруга Энлиля; в другой традиции она — сестра Энлиля и супруга Шульпае, «господина диких зверей». Несколько песен посвящено её особой функции как владычицы диких, невозделываемых земледельцами холмов хурсанг. Она скорбит о поимке диких животных, особенно ослов и при этом она является матерью стадных животных.

### Нинмах
Нинмах (шум. «Великая госпожа») — шумерская богиня, одно из нарицательных имён Богини-Матери. В отдельных местах некоторых мифов («Энлиль и Суд», Lugal.e и др.) богини Нинлиль и Нинхурсаг названы именем «Нинмах». Лагашский энси Уруинимгина упоминает Нинмах в обличительной речи против враждебного города Умма. Эта богиня была известна также в Адабе, где ей был посвящён храм Эмах (шум. É-mah. В мифе «Энки и Нинмах» эта богиня-мать бросает вызов Энки в состязании творения, где бог одерживает победу.

### Дамгальнуна
Дамгальнуна (шум. «Великая супруга князя») или Дамкина, также Дамгаль (шум. ddam.gal) — шумерская богиня, вероятно — одно из нарицательных имён Богини-Матери: в мифе «Энки и Нинхурсаг» её имя используется как синоним имени Нинхурсаг. Упоминается ещё в старошумерских текстах, ей были посвящены храмы в Ниппуре и Адабе, приносились жертвы в Умме и Лагаше. В старовавилонский период стала восприниматься как супруга Энки, живущая с ним в его обиталище Апсу, её аккадский эпитет — «царица Апсу» (аккад. Šarrat apsû). Согласно эпосу «Энума элиш» породила Мардука, главного бога вавилонян.

### Намму
Намму — шумерская богиня, изначально воплощавшая первобытные воды Апсу, источник пресной воды и, следовательно, плодородия в Нижней Месопотамии. Вероятно именно ей изначально поклонялись в Эреду — до выдвижения культа Энки, который вобрал большинство её прерогатив и функций. Показательно, что сам Энки назван сыном Намму. В новошумерский период, несмотря на постепенное вытеснение культом Энки, Намму оставалась важным божеством; по крайней мере в Уре в её честь посвящали статуи, а её теоним использован в имени шумеро-аккадского царя Ур-Намму. В мифе «Энки и Нимах» Намму предстаёт как первобытная Богиня-Мать, «давшая рождение великим богам». Именно ей принадлежала идея сотворения людей для помощи богам, именно она будит своего сына Энки, дремлющего в Апсу, чтобы тот начал этот процесс.

### Нинту
Нинту, Нинтур — шумерская богиня деторождения, одно из воплощений Богини-Матери. Упоминается ещё в списке богов из Телль-Фара. Её имя переводится как «Госпожа, дающая рождение»; использовавшийся при его написании клинописный знак TU в архаичном виде изображал тростниковый шалаш, вероятно — сарай для ягнят. В списке богов An=A-num отожествлена с аккадской Шассурум (=šag4-tùr) («Госпожа утроба»). Её эпитет — «матерь всех меньших» шум. ama dumu dumu.ne. Начиная с новошумерского времени часто отождествлялась с Нинхурсаг, но по крайней мере в Уре она ещё получала жертвы под собственным именем. Упоминается в шумерском мифе о Потопе и мифе «Энки и мировой порядок», где названа «перерезающей пуповину», «повитухой земли».

### Ки
Ки (шум. «земля, страна») — шумерская богиня, воплощение земли. Несмотря на упоминание в текстах, надёжных свидетельств культа божества с таким именем не выявлено. Возможно, что Ки — не столько традиционное божество, сколько теологическая концепция — земной аналог небесного бога Ана, так как упоминания Ки содержатся лишь в списках божественных имён в контексте космогонических мифов. Поскольку в шумеро-аккадской мифологии существовало несколько космогонических традиций, содержание образа Ки в них также различалось и в настоящее время не представляется возможным выявить где и когда появлялись эти изменения. Согласно одной из традиции, представленной в ранней версии списка An = Anum (текст TRS 10), «матерью Неба и Земли» (шум. ddama-ù.tu.an.ki) именовалась богиня Намму, породившая первое поколение богов, включая верховного бога Энлиля. Поздний пережиток этой же идеи содержится в «Энума элиш», где первобытная пара Апсу и Тиамат порождает Лахму и Лахаму, которые в свою очередь производят на свет Аншар и Кишар. Более поздняя версия TRS 10 прослеживает генеалогию Энлиля через пятнадцать пар мужчин-женщин, среди которых En.ki и Nin.ki имена которых здесь подразумевают «Господин Земля» и «Госпожа Земля»; при этом если первый из них, Энки — один из великих шумерских богов, то Nin.ki по всей видимости — его искусственно созданный аналог, сконструированный для цели упомянутого списка. Упоминание в прологе поэмы «Гильгамеш, Эникиду и нижний мир» того, что «Энлиль себе землю забрал» по мнению С. Н. Крамера свидетельствует о том, что теологи, недовольные тем, что столь важной частью мироздания управляет женское божество, изъяли её божественную силу и передали мужскому божеству.